# Fresneaux-Montchevreuil
Fresneaux-Montchevreuil är en kommun i departementet Oise i regionen Hauts-de-France i norra Frankrike. Kommunen ligger i kantonen Méru som tillhör arrondissementet Beauvais. År 2018 hade Fresneaux-Montchevreuil 755 invånare.

## Befolkningsutveckling
Antalet invånare i kommunen Fresneaux-Montchevreuil
| Referens: INSEE |